# 배 띄워라
《배 띄워라》는 구희서(具熙書/필명:구히서)의 시에 박범훈이 곡을 붙인 신민요 형식의 창작 국악가요다.

## 개요
고 문헌에서 "배 띄워라 배 띄워라"가 반복적으로 사용된 것은 고산 윤선도 '어부사시사' 중 '봄'이다.
‘배 띄워라’는 2008년 국악춘추사에서 발간한 “배 띄워라”라는 책에 실렸는데, 우리 민족을 상징적으로 표현한 배에 희망을 담아 띄우고자 하는 내용으로 흥겹고 씩씩한 동살풀이 장단으로 표현됐다. 동살풀이 장단과 엇모리 장단 등 우리나라 전통장단 중 비교적 빠른 장단에 곡을 얹었다.
국악인 김혜란에 의해 처음 불리어져 유명해졌다.
이후 1995년 12월 20일 서울 연강홀에서 열린 《슬기둥의 송년특별공연》에서 국악인 배우 김성녀가 ‘배 띄워라’를 불렀다.
국악소리가 송소희가 리메이크 한 후 크로스오버 가수 권미희, 트로트 가수 홍지윤 등이 불렀다.

## 같이 보기
- 신민요
- 국악가요
- 구희서
- 박범훈
- 전명신